# راشمیر، سافک
راشمیر (به انگلیسی: Rushmere) یک روستا و محله مدنی در بریتانیا است که در Waveney واقع شده‌است. راشمیر ۶۰ نفر جمعیت دارد.